# David Robleto
David Robleto Chamorro (28 de noviembre de 2001) es un deportista nicaragüense que compite en taekwondo. Ganó una medalla de bronce en el Campeonato Panamericano de Taekwondo de 2022, en la categoría de –80 kg.

## Palmarés internacional
| Juegos Panamericanos Junior | Juegos Panamericanos Junior  | Juegos Panamericanos Junior | Juegos Panamericanos Junior |
| Año                         | Lugar                        | Medalla                     | Categoría                   |
| --------------------------- | ---------------------------- | --------------------------- | --------------------------- |
| 2021                        | Cali-Valle (Colombia)        | Medalla de plata            | –80 kg                      |
| Campeonato Panamericano     |                              |                             |                             |
| Año                         | Lugar                        | Medalla                     | Categoría                   |
| 2022                        | Punta Cana (Rep. Dominicana) | Medalla de bronce           | –80 kg                      |